# Aïbolit-66
Pour plus de détails, voir Fiche technique et Distribution.
Aïbolit-66 (Айболит-66) est un film soviétique réalisé par Rolan Bykov, sorti en 1966,.

## Fiche technique
- Titre : Aïbolit-66
- Réalisation : Rolan Bykov
- Scénario : Rolan Bykov, Vadim Korostylev
- Photographie : Gennadi Tsekavyï, Viktor Yakuchev
- Musique : Boris Tchaïkovski
- Décors : Alexandre Kuznetsov, Lioudmila Kusakova
- Costumes : Lioudmila Kusakova
- Son : Youri Rabinovich
- Montage : Irma Tsekaïeva
- Format : 2.20 : 1 - couleur - mono
- Production : Mosfilm
- Sortie : 19 avril 1960

## Distribution
- Rolan Bykov : Barmaleï
- Oleg Efremov : Aïbolit
- Lidia Kniazeva : singe Tchichi
- Evgeni Vassiliev : chien Ava
- Frounzik Mkrtchian : triste brigand
- Alekseï Smirnov : joyeux brigand
- Leonid Yengibarov : pirate
- Radner Mouratov : pirate